# Mordellistena luzonica
Mordellistena luzonica es una especie de coleóptero de la familia Mordellidae.

## Distribución geográfica
Habita en Filipinas.